# Szent Mihály és Gábriel arkangyalok fatemplom (Fűzkút)
A fűzkúti Szent Mihály és Gábriel arkangyalok fatemplom műemlékké nyilvánított épület Romániában, Beszterce-Naszód megyében. A romániai műemlékek jegyzékében a  BN-II-a-A-01692 sorszámon szerepel.